# Bieksułtan Kotijew
Bieksułtan Ismaiłowicz Kotijew, ros. Бексултан Исмаилович Котиев (ur. 21 października 1888 r. w aule Nasyr-Kort w okręgu nazrańskim, zm. 4 kwietnia 1972 r. w Stambule) – rosyjski wojskowy (sztabskapitan) i funkcjonariusz policji, emigracyjny północnokaukaski działacz narodowy, publicysta i tłumacz, członek Północnokaukaskiego Komitetu Narodowego podczas II wojny światowej.
Był z pochodzenia Inguszem. Ukończył szkołę wiejską w Nazraniu, a następnie szkołę realną we Władykaukazie. Następnie wstąpił do armii rosyjskiej. W latach 1904–1905 brał udział w wojnie rosyjsko-japońskiej. Został odznaczony Krzyżem Św. Jerzego. Podczas walk otrzymał poważną ranę, w związku z czym odesłano go do rezerwy. Po ukończeniu oficerskiej szkoły policyjnej objął funkcję komisarza policji w Majkopie. W 1918 r. wstąpił do nowo formowanej Armii Ochotniczej. Został oficerem do specjalnych poruczeń przy naczelnym dowództwie gen. Antona I. Denikina. Doszedł do stopnia sztabskapitana. W połowie listopada 1920 r. wraz z wojskami Białych ewakuował się do Gallipoli. Zamieszkał w Stambule, gdzie otworzył sklep jubilerski. Zaangażował się w działalność emigracji północnokaukaskiej. Wydawał w języku tureckim pismo "Północny Kaukaz". Pisał artykuły do prasy emigracyjnej. Zajmował się tłumaczeniami powieści (m.in. Michaiła J. Lermontowa) z języka rosyjskiego. Po ataku wojsk niemieckich na ZSRR 22 czerwca 1941 r., przybył do Niemiec. W 1943 r. został członkiem Północnokaukaskiego Komitetu Narodowego w Berlinie. Po zakończeniu wojny współtworzył Północnokaukskie Antybolszewickie Zjednoczenie Narodowe. Pracował w redakcji pisma "Свободный Кавказ". Po pewnym czasie powrócił do Turcji.